# Chester Hardy Aldrich

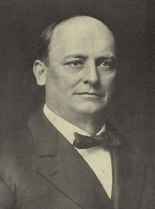
Chester Hardy Aldrich

Chester Hardy Aldrich (* 10. November 1862 bei Pierpont, Ashtabula County, Ohio; † 10. März 1924) war ein US-amerikanischer Jurist und Politiker und zwischen 1911 und 1913 der 17. Gouverneur des Bundesstaates Nebraska.

## Frühe Jahre
Aldrich besuchte das Hillsdale College in Michigan und die Ohio State University, die er 1888 erfolgreich abschloss. Noch im selben Jahr zog er nach Nebraska, wo er Jura studierte, als High-School-Lehrer arbeitete und als Viehzüchter tätig war. Im Jahr 1890 wurde er als Anwalt zugelassen. Zunächst ließ sich Aldrich in der Gemeinde Ulysses nieder; später zog er nach David City, wo er eine Anwaltskanzlei betrieb. In dieser Stadt war er im Schulrat, im Gemeinderat und zeitweise auch Bürgermeister.

## Politische Laufbahn
Aldrich war Mitglied der Republikanischen Partei. Im Jahr 1906 wurde er in den Senat von Nebraska gewählt und im Jahr 1910 schaffte er den Wahlsieg bei den Gouverneurswahlen, wobei er sich mit 52:45 Prozent der Stimmen gegen den Demokraten James Dahlman durchsetzte. Aldrichs zweijährige Amtszeit begann am 5. Januar 1911 und endete am 9. Januar 1913. In seiner Regierungszeit wurde ein Programm zum Ausbau des Straßennetzes aufgelegt, das Gesundheitswesen wurde verbessert, auf unteren Verwaltungsebenen wurden Volksabstimmungen über lokale politische Vorgänge ermöglicht und ein Ausschuss zur Kontrolle der staatlichen Organe wurde gegründet.

## Weiterer Lebenslauf
Nachdem er 1912 bei den Gouverneurswahlen nicht bestätigt worden war, schied er im Januar 1913 aus seinem Amt aus und wurde als Anwalt tätig. Zwischen 1918 und seinem Tod im Jahr 1924 war er Richter am Nebraska Supreme Court. Eine längere Krankheit hinderte ihn aber bereits seit Juni 1923 daran, dieses Amt auszuüben. Chester Aldrich war mit Sylvia Stroman verheiratet, mit der er fünf Kinder hatte.